# Мэджик (Marvel Comics)
Мэджик (англ. Magik), настоящее имя Ильяна (Ульяна) Николаевна Распутина (англ. Illyana Nikolaevna Rasputina) — персонаж, супергерой во Вселенной Marvel Comics. Созданный автором Леном Уэйном и художником Дэйвом Кокрумом, она впервые появилась в Giant-Size X-Men № 1 (май 1975). Русский мутант со способностью к телепортации в измерение ада под названием Лимбо (Лимб), младшая сестра Колосса. Чаще всего встречается в комиксах, связанных с Людьми Икс. В фильме 2020 года «Новые мутанты» Мэджик сыграла американо-британская актриса Аня Тейлор-Джой.

## Первое упоминание
Впервые персонаж появляется в комиксе Giant-Size X-Men, № 1, май 1975 года, однако её имя не называется вплоть до появления комикса The Uncanny X-Men, № 145, май 1981 года. Первые восемь лет персонаж появлялся время от времени и являлся героем второго-третьего планов.

## Биография
Ильяна Распутина (урожденная Ильяна Николаевна Распутина; в некоторых русскоязычных локализациях Ульяна Распутина) родилась в Сибири, в Усть-Ордынском колхозе, недалеко от озера Байкал, в семье Николая Распутина и его жены Александры Распутиной. Два старших брата Ильяны, Михаил Николаевич Распутин и Колосс, также мутанты.
В возрасте шести лет Ильяна была похищена и привезена в США Аркадом, который использовал её и других заложников, чтобы заставить Людей Икс выступить против Доктора Дума. Её спасают и возвращают в особняк Профессора Икс.
Вскоре после этого Ильяна попадает в измерение Лимбо к Беласко, который стремится вызвать Старших Богов, чтобы править Землёй. Она воспитывается там, часто подвергаясь издевательствам и мучениям со стороны приспешника Беласко — С’йма. Чтобы освободиться, Беласко нужно наполнить медальон Беатрикс пятью кровавыми камнями, которые создаются путем развращения души Ильяны, причем новый камень появляется по мере углубления её развращения. Её спасает и обучает белой магии версия Шторм из этого измерения (которая обратилась к магии, когда её сила мутанта ослабла). Считая использование магии отвратительным, версия Сумеречной Кошки из Лимбо, известная как Кэт, похищает Ильяну и обучает рукопашному бою и бою на мечах. Кэт вместе с Ильяной штурмует цитадель Беласко. Их одолевает Беласко, который превращает Кэт в демоническое существо. Вернув Ильяну под свой контроль, Беласко обучает её искусству чёрной магии в надежде, что это ещё больше развратит её душу. Однако Ильяна задумывает уничтожение Беласко и продолжает сопротивляться тёмному влиянию на её душу. Она образует мистическую связь между Штормом и Кэт, которых также обучал Беласко.

Беласко удаётся создать три части кулона из кровавого камня Ильяны. Она создает Меч Души и становится новым правителем Лимбо. Во время владения Мечом Души у неё появляются рога, хвост и клыки. Она изгоняет Беласко из Лимбо и назначает С’йма своим слугой. Затем возвращается на Землю постаревшей на десять лет, хотя с момента её похищения на Земле прошло совсем немного времени. Впоследствии она присоединяется к Новым мутантам.

## Появление в других проектах

### Компьютерные игры
- Мэджик появляется в качестве закрытого персонажа в игре, выпущенной Facebook : Marvel: Avengers Alliance.[10]
- Мэджик в качестве игрового персонажа появляется в NPC и Team-up в MMO игре Marvel Heroes,[11] в озвучке Тары Стронг.[12]
- Мэджик появляется как игровой персонаж в мобильных играх Marvel: Contest of Champions,[13] Marvel Future Fight[14], Marvel future revolution[15], Marvel Puzzle Quest[16] и Marvel Snap.
- В игре Marvel’s Midnight Suns Ульяна является членом Полуночных Солнц и членом отряда игрока.
- Мэджик присутствует в мультиплеером экшене Marvel Rivals в качестве играбельного персонажа.

### Кино
- Мэджик появилась в фильме «Новые Мутанты», основанном на одноимённом комиксе. Роль этого персонажа исполнила Аня Тейлор-Джой.